# 2023–2024-es magyar női kézilabda-bajnokság (első osztály)
A 2023–2024-es magyar női kézilabda-bajnokság a bajnokság 73. kiírása, a címvédő a Győri Audi ETO KC csapata. A bajnokságot az FTC-Rail Cargo Hungaria csapata nyerte, történetük során 14. bajnoki címüket megszerezve.
A Siófok KC pénzügyi gondok miatt az előző szezon végén megvált játékosai nagy részétől, és erre a szezonra nem kapott indulási engedélyt a szövetségtől. Így a előző évi bajnokság 13. helyén végző Nemzeti Kézilabda Akadémia csapata indulhatott ebben a szezonban is az első osztályban.

## Résztvevő csapatok
Az előző idényhez hasonlóan ebben a szezonban is 14 csapat alkotja az NB I mezőnyét. A 2022–2023-as szezon végén kiesett a Siófok KC, valamint az Érd NK. Helyükre az NB I/B első két helyezettje, a Vasas SC és a Kozármislenyi Kézilabda Akadémia került.
| Klub név                         | Székhely        |
| -------------------------------- | --------------- |
| Alba Fehérvár KC                 | Székesfehérvár  |
| Moyra-Budaörs Handball           | Budaörs         |
| DVSC SCHAEFFLER                  | Debrecen        |
| Dunaújvárosi Kohász KA           | Dunaújváros     |
| FTC-Rail Cargo Hungaria          | Budapest        |
| Győri Audi ETO KC                | Győr            |
| Kisvárda Master Good SE          | Kisvárda        |
| Kozármislenyi Kézilabda Akadémia | Kozármisleny    |
| Mosonmagyaróvári KC SE           | Mosonmagyaróvár |
| MTK Budapest                     | Budapest        |
| Nemzeti Kézilabda Akadémia       | Balatonboglár   |
| Békéscsabai Előre NKSE           | Békéscsaba      |
| Vasas SC                         | Budapest        |
| Váci NKSE                        | Vác             |

## A bajnokság állása
| Hely. | Csapat                           | M  | Gy | D | V  | G+  | G–  | Gk   | P  | Továbbjutás                |
| ----- | -------------------------------- | -- | -- | - | -- | --- | --- | ---- | -- | -------------------------- |
| 1.    | FTC-Rail Cargo Hungaria          | 26 | 25 | 0 | 1  | 950 | 668 | +282 | 50 | Bajnokok Ligája-csoportkör |
| 2.    | Győri Audi ETO                   | 26 | 24 | 0 | 2  | 922 | 611 | +311 | 48 | Bajnokok Ligája-csoportkör |
| 3.    | Mosonmagyaróvári KC              | 26 | 22 | 0 | 4  | 933 | 708 | +225 | 44 | Európa-liga csoportkör     |
| 4.    | DVSC SCHAEFFLER                  | 26 | 21 | 0 | 5  | 833 | 652 | +181 | 42 | Európa-liga 2.selejtezőkör |
| 5.    | Váci NKSE                        | 26 | 14 | 0 | 12 | 718 | 702 | +16  | 28 | Európa-liga 3.selejtezőkör |
| 6.    | MTK Budapest                     | 26 | 12 | 3 | 11 | 764 | 817 | −53  | 27 |                            |
| 7.    | Moyra-Budaörs                    | 26 | 12 | 1 | 13 | 712 | 763 | −51  | 25 |                            |
| 8.    | Dunaújvárosi Kohász              | 26 | 10 | 0 | 16 | 689 | 794 | −105 | 20 |                            |
| 9.    | Alba Fehérvár                    | 26 | 8  | 2 | 16 | 721 | 814 | −93  | 18 |                            |
| 10.   | Kisvárda Master Good             | 26 | 7  | 1 | 18 | 646 | 749 | −103 | 15 |                            |
| 11.   | Vasas SC                         | 26 | 6  | 2 | 18 | 655 | 777 | −122 | 14 |                            |
| 12.   | Békéscsabai Előre NKSE           | 26 | 6  | 1 | 19 | 667 | 794 | −127 | 13 |                            |
| 13.   | Nemzeti Kézilabda Akadémia       | 26 | 6  | 1 | 19 | 653 | 781 | −128 | 13 | Kiesett az NB I/B-be       |
| 14.   | Kozármislenyi Kézilabda Akadémia | 26 | 3  | 1 | 22 | 595 | 828 | −233 | 7  | Kiesett az NB I/B-be       |

## Góllövőlista
| #   | Játékos          | Csapat                     | Gól |
| --- | ---------------- | -------------------------- | --- |
| 1.  | Klujber Katrin   | FTC-Rail Cargo Hungaria    | 188 |
| 2.  | Farkas Johanna   | MTK Budapest               | 180 |
| 3.  | Kuczora Csenge   | Váci NKSE                  | 177 |
| 4.  | Szilovics Fanni  | Vasas SC                   | 152 |
| 5.  | Tamara Szmbatyan | Alba Fehérvár KC           | 129 |
| 6.  | Faragó Lea       | Nemzeti Kézilabda Akadémia | 125 |
| 7.  | Utasi Linda      | Alba Fehérvár KC           | 120 |
| 8.  | Angela Malestein | FTC-Rail Cargo Hungaria    | 110 |
| 9.  | Tóth Eszter      | Mosonmagyaróvári KC SE     | 108 |
| 10. | Csíkos Luca      | Váci NKSE                  | 106 |
| 10. | Simon Petra      | FTC-Rail Cargo Hungaria    | 106 |